# Cloniophorus auricollis
Cloniophorus auricollis es una especie de escarabajo longicornio del género Cloniophorus, tribu Callichromatini, subfamilia Cerambycinae. Fue descrita científicamente por Thomson en 1861.

## Descripción
Mide 15-21 milímetros de longitud.

## Distribución
Se distribuye por Mozambique.